# 劍閣鐘樓
劍閣鐘樓位於四川省劍閣縣普安鎮，文物遺址年代判定為明。1991年4月16日公佈為四川省第三批文物保護單位。

## 簡介[2]
鐘樓始建於明正德十四年(1519年)七月，為劍州知州李壁所建，後毀於明末戰火。現存的鐘鼓樓是民國十四年劍閣縣知事王昌蔚會同前清拔貢母毓楠，縣教育局長唐如陶在原址上重建的。樓為重檐歇山式屋頂，連底四層，為過街式建築，面闊3間，進深3問，通高17.5米，占地面積152平方米。樓底7根巨大的石柱為明代遺物，青灰色小筒瓦房面，整個建築氣勢宏偉，氣派不凡。